# Fielder Cook
Fielder Cook (9 de març de 1923 - 20 de juny de 2003) va ser un director, productor i escriptor de televisió i cinema estatundenc. El seu telefilm de 1971 The Homecoming: A Christmas Story va generar la sèrie The Waltons.

## Biografia i carrera
Nascut a Atlanta, Geòrgia, Cook es va graduar amb honor amb una llicenciatura en lletres a la Universitat de Washington i Lee, després va estudiar teatre isabelià a la Universitat de Birmingham a Anglaterra. Va tornar als Estats Units i va començar la seva carrera als primers dies de la televisió, dirigint molts episodis de sèries d'antologia com Lux Video Theater, The Kaiser Aluminum Hour, Playhouse 90, Omnibus, i Kraft Television Theatre. En anys posteriors, va dirigir les pel·lícules de televisió Judge Horton and the Scottsboro Boys, A Love Affair: The Eleanor and Lou Gehrig Story, Gauguin the Savage, Family Reunion, I Know Why the Caged Bird Sings, Will There Really Be a Morning?, i altres; adaptacions de The Philadelphia Story, Harvey, Brigadoon, Beauty and the Beast, The Price, Miracle on 34th Street, i The Member of the Wedding; i episodies de Ben Casey, The Defenders, i Beacon Hill.
Els crèdits de Cook per a llargmetratges inclouen títols com El destí també juga, How to Save a Marriage and Ruin Your Life (1968), Prudence and the Pill (1968, co-director), L'amagatall (1973), Eagle in a Cage, i Seize the Day.
Cook va morir a Charlotte, Carolina del Nord per complicacions d'un ictus.

## Filmografia selecta
- Patterns (1956)
- Home Is the Hero (1959)
- The Philadelphia Story (telefilm - 1959)
- A String of Beads (telefilm - 1961)
- The Farmer's Daughter (telefilm - 1962)
- Focus (telefilm - 1962)
- The Fifty Minute Hour (telefilm - 1962)
- Brigadoon (telefilm - 1966)
- El destí també juga (1966)
- How to Save a Marriage and Ruin Your Life (1968)
- Prudence and the Pill (1968)
- Hallmark Hall of Fame: Teacher, Teacher (1969)
- Mirror, Mirror Off the Wall (telefilm - 1969)
- Who Killed the Mysterious Mr. Foster (telefilm - 1971)
- Goodbye, Raggedy Ann (telefilm - 1971)
- Neighbors (telefilm - 1971)
- The Homecoming: A Christmas Story (telefilm - 1971)
- Eagle in a Cage (1972)
- The Hands of Cormac Joyce (telefilm - 1972)
- L'amagatall (1973)
- Miracle on 34th Street (telefilm - 1973)
- Pomroy's People (telefilm - 1973)
- This Is the West That Was (telefilm - 1974)
- Miles to Go Before I Sleep (telefilm - 1975)
- Valley Forge (telefilm - 1975)
- The Rivalry (telefilm - 1975)
- Judge Horton and the Scottsboro Boys (telefilm - 1976)
- Beauty and the Beast (telefilm - 1976)
- A Love Affair: The Eleanor & Lou Gehrig Story (telefilm - 1978)
- Too Far to Go (telefilm - 1979)
- I Know Why the Caged Bird Sings (telefilm - 1979)
- Gauguin the Savage (telefilm - 1980)
- Family Reunion (telefilm - 1981)
- Will There Really Be a Morning? (telefilm - 1983)
- Why Me? (1984)
- Seize the Day (1986)
- A Special Friendship (telefilm - 1987)
- Circus (telefilm - 1988)
- The Member of the Wedding (1997)

## Premis i nominacions
- 1959 9è Festival Internacional de Cinema de Berlín Premi Ós d'Or (Home Is the Hero, nominat)[3]
- Premi Emmy de 1963 a la millor direcció en drama (Big Deal in Laredo a The DuPont Show of the Month, nominada)
- Premi Emmy de 1967 a la millor direcció en varietats o música (Brigadoon, guanyador)
- Premi Emmy de 1967 al programa musical destacat (Brigadoon, guanyador)
- Premi Emmy de 1969 a la millor direcció en drama ("Teacher, Teacher" al Hallmark Hall of Fame, nominada)
- Premi Emmy de 1971 a la millor direcció en drama ("The Price" al Hallmark Hall of Fame, guanyador)
- Premi Emmy de 1972 a la millor direcció en drama ("The Homecoming: A Christmas Story", nominada)
- Premi Emmy de 1976 a la millor direcció en una sèrie dramàtica ("Beacon Hill", nominada)
- Premi Emmy de 1977 a la millor direcció en un programa especial (Judge Horton and the Scottsboro Boys, nominada)
- Festival de Cinema de Sundance de 1987, Gran Premi del Jurat de Drama (Seize the Day, nominada)